# Wilhelm Höynck
 (février 2022).
Si vous disposez d'ouvrages ou d'articles de référence ou si vous connaissez des sites web de qualité traitant du thème abordé ici, merci de compléter l'article en donnant les références utiles à sa vérifiabilité et en les liant à la section « Notes et références ».
Wilhelm Höynck, né le 11 décembre 1933 et mort le 15 mai 2025, est un diplomate allemand. Il est notamment secrétaire général de l'Organisation pour la sécurité et la coopération en Europe (OSCE) de 1993 à 1996 et ambassadeur et chef de la mission permanente auprès de l'Office des Nations unies à Genève (ONUG) de 1996 à 1998.